# Bunk'Art 2
Ne doit pas être confondu avec Bunk'Art 1.
Bunk'Art 2, situé près du ministère de l'Intérieur à Tirana, en Albanie, est un musée consacré à la période de la guerre froide en Albanie.

## Histoire
Bunk'Art 2 a ouvert le 19 novembre 2016.

## Présentation
Le musée occupe une superficie de 1 000 mètres carrés et se compose de 40 salles, qui présentent l'histoire de 1912 à 1991 à travers des faits obtenus des Archives d'État et du ministère de l'Intérieur. De pièce en pièce, l'histoire se déroule depuis la création de la première Gendarmerie, la Gendarmerie du royaume Zog, la Police Populaire, jusqu'aux camps de barbelés, en passant par les prisons, les internements et les déportations. Une salle séparée est également consacrée à la manière dont les étrangers qui se trouvaient dans le pays pendant la dictature ont été interceptés.

## Sources
- « Bunk’Art 2 », site lonelyplanet.fr
- (en) « Bunk’Art 2: From Nuclear Shelter to Museum of Memory », site intoalbania.com
- « Bunk’Art 2 », site petitfute.com